# 談志・陳平の言いたい放だい
『談志・陳平の言いたい放だい』（だんしちんぺいのいいたいほうだい）は、かつてTOKYO MXで放送されていたトーク番組。2004年（平成16年）4月10日から2008年（平成20年）8月30日まで放送されていた。
放送時間は毎週土曜11:00 - 11:55、再放送は日曜7:30 - 8:25（以前は6:00 - 6:55）。
開始当初は60分の放送時間だったが、2006年10月からは5分間のニュース枠が入り、55分放送となった。ただし、実際の本編は50分で終了し、残りの5分間は通販CMが流れる形式となっている。収録は放送日の二日前に行われていた。

## 概要
立川談志・野末陳平と準レギュラーを中心に、時事問題や流行・落語・映画といった内容でトークを行う。トークには「めくら」や「キチガイ」といった放送禁止用語が飛び交うことも多く、カットなしでそのまま放送されることが多かった。
番組のオープニングやエンディングでは談志の1人トークが行なわれ、そこで自身のもつ粋なジョークを話すことが恒例となっていた。
準レギュラーは当初澤田隆治が担当していたが、澤田の降板後は吉村作治、毒蝮三太夫、西部邁のいずれか1人が準レギュラーとして登場していた。まれにゲストを呼んでのトークもあり、東條由布子、鈴木宗男、権藤博、吉川潮、梨元勝が出演したこともある。アシスタントは元宝塚歌劇団所属の道平陽子が担当した。

### 番組終了とその後
談志の喉の本格治療のため、2008年8月30日の上半期総集編をもって、放送を一時休止することを発表した。番組側は、談志の治療の経過を見て復活時期を決めるとしていた（「陳談通信」より）。
その後同年10月4日より、後継番組として『続・言いたい放題』の放送が毎週土曜日11:00-11:30にスタートした。出演者は西部邁、秋山祐徳太子、ゲスト1名。この番組は2009年1月より『西部邁ゼミナール〜戦後タブーをけっとばせ〜』に改称している。
2008年12月31日に『言いたい放だい2008大晦日スペシャル』にて立川談志が休止後初出演を果たした。
2009年4月5日より、毎週日曜日11:00-11:45に『談志の格言』の放送がスタートしたが、同年6月28日に放送を終了した。
談志の死去に際して、2011年11月26日13:00 - 15:00に、2006年8月5日と11月18日の放送分が再放送された。また2011年12月28日21:00 - 22:00には、陳平が談志の息子である松岡慎太郎とともに、過去のVTRを見ながら番組の裏側を語る特別番組『今夜だけ!談志・陳平の言いたい放だい』を放送。続く22:00 - 23:00には、2005年の特別番組で披露された、談志の落語「芝浜」を放送した。
談志の命日から10年となる、2021年11月21日に『～立川談志没後10年～ 復活!言いたい放だい2021』と題して、19:00 - 21:00に特別番組を放送した。番組には談志の弟子である立川志らくと談志のファンであることを公言している神田伯山が出演し、ゲストとして陳平が登場した。

## 談シング5
- この番組では、談志・陳平・吉村・毒蝮・西部の5人を談シング5と呼ぶ。

### 設立主旨
1. コトバによる平和的テロ集団を目指す。
2. 閉塞的な時代の壁に面白半分に挑戦する。

### 主要目的
1. 高齢者たちの不平不満を代弁し新しい風を吹かせる。
2. 偽善と見せかけの正義を排し、楽しい世直し運動をする
3. 政府、公共団体にいちゃもんをつけて、時の人や出来事にケンカを売って世の中を騒がせる。

## 主なコーナー（2008年1月時点）
時事トーク
最近起きたニュースや出来事について喋るコーナー。談志・陳平2人のトークから始まり、途中、オープニング画面・今週のニュースVTRをはさんだ後、（ゲストがいる回の場合、ゲストが合流して）再びトークを行う。
過去に「ニュースぐい呑み」⇒「ニュースつまみ食い」⇒「ニュースつまみぐい」⇒「ニュースのツボ」とコーナー名を変更してきたが、時事トークをする主旨は全く変わらなかった。2007年10月ごろからはコーナー名自体を表示しなくなった。
番組スタート以来、このコーナーのみを公式ホームページで配信していたが、2007年7月から番組全編のYouTube配信を開始した。
今週の訃報
時事トーク内に組み込まれているコーナー。陳平がその週に亡くなった著名人を紹介する。週によって放送されない場合がある。
今週の寿限無
時事トーク内に組み込まれているコーナー。時事問題とは関係ない話題・事柄を喋る『何をやっているのかよくわからない』コーナー。週によって放送されない場合がある。
今週のおバカ
時事トーク内に組み込まれているコーナー。その週でもっとも「おバカ」な人物・集団・現象を取り上げ、批判するコーナー。週によって放送されない場合がある。
昭和の風景
昭和時代のニュース映像（中日映画社提供のフィルム）を視聴し、当時と現在との世相の違いを語ったりするコーナー。
わが心の名画・名曲
往年の映画（主に洋画）や楽曲（主に昭和や戦時中のヒット曲）の映像やパンフレット、ジャケット写真などを鑑賞しながら、当時の思い出を語り合うコーナー。映画と歌のどちらがテーマになるかは週によって異なる。歌の場合はゲストを呼ぶことが多く、高山禮至やウイリー沖山が来たことがある。また落語家の柳亭市馬が、ヒット曲の歌手を真似、高山のアコーディオン演奏に合わせて歌ったことがある。2007年10月ごろからはコーナー名自体を表示しなくなり、内容も映画が中心となり、歌のコーナーは皆無となってしまった。
陳談ぶらりぶらり
毎回テーマを決めて、そのテーマに関したトークを繰り広げるコーナー。トークをするだけでなく、出演者のお宝エピソードを紹介したり、松元ヒロが出演してパントマイムによるニュースネタなどを披露したりなどする。旧コーナー名は「陳談珍談」。

## 過去のコーナー
ニュースのアラさがし
2004年4月の番組開始当初のコーナー。談志・陳平・澤田の3人が、新聞記事を紹介しながらトークを展開する。同年6月末で澤田が降板し、「ニュースぐい呑み」とコーナー名を改めた。
芸人解放区
若手芸人を呼んでコントや芸を披露させていた。しかし、出演者の評価は概ねとても辛い。のちにコーナー名を「談志解放区」と改め、談志のプライベートビデオや高座の様子を撮ったビデオを流していたが、末期には再び若手芸人のコントを披露させていた。
○○講座
出演者のうちの1人が講師として、持論を展開するコーナー。○○の中には講師となる出演者の名字または名前が入る。ちなみに西部の回では皇室典範改正問題などが今まで取り上げられた。スタジオ見学に来ている落語立川流の前座もこの講座を出演者と一緒に聞く。
毒陳談（どくちんだん）
毒蝮三太夫が来た回にのみ放送されるコーナー。談志を司会に、陳平・毒蝮・道平の3人を解答者に置き、テーマに沿ったお題に答えていく。大喜利のような形式だが、答えても何ももらえない。毒蝮が腸閉塞で入院したことで放送されなくなり、毒蝮復帰後もこのコーナーはされず、自然消滅した。
陳談健康クリニック
番組出演者が経験した病気の経験談などを語るコーナー。過去には「糖尿病」「中耳炎」「アトピー」「前立腺肥大」など。2006年3月25日放送では、入院によりしばらく出演のなかった毒蝮が番組に復帰し、自らの腸閉塞の体験を語った。ニュースのツボ同様、このコーナーにおいても公式サイトで視聴することができる。
陳談知ったかぶり
毎回いろいろなテーマをもとに喋るコーナー。過去には「銀座」「品川」「漫才師」「家庭用品」「カストリ雑誌」など。
陳談ドカンと
出演者の1人が中心となって、様々なテーマについて喋るコーナー。メインで喋る出演者は前に座り、それ以外の出演者や立川流の弟子達は客席側に座って話を聞く。コーナー名の由来は、談志が「ドカンとでも天丼でも浪花節でも何でもいいよ」と言ったためとされる。
今週のコール
2007年10月～12月頃にかけて放送された。各界の大物著名人に、番組出演のオファーをかけている旨を伝えるだけのコーナー。みのもんた、古舘伊知郎、島田紳助などにオファーをかけたとされているが、本当に出演交渉をしたのかどうかは不明。なお『キムタク』にオファーをかけたともされているが、どのキムタクに交渉しているのか、陳平自身もわかっていなかった（番組側から「キムタクにオファーをかけている」としか聞いていなかったため）。
陳談アラカルト
石原都知事に言いたい

## その他
- 北朝鮮の話になると談志は必ずと言っていいほど、「キム・ジョンイル、マンセー!」と叫ぶ。また「天皇陛下、万歳!」もよく叫ぶ。
- 陳平が前立腺肥大症にかかってからは、談志はよくその病気をネタにして陳平を茶化すようになった。（ちなみに陳平は病気になって以降、番組を何度か休んでいる）。
- 2005年3月19日・26日の放送で談志が真打に昇進した林家正蔵に関しての批判をしようとしたところ、まるまる音楽[3]でかき消された。また、「言論を封圧」と突っ込まれ、話題を変えられたこともある。
- 陳平や西部を中心にして、新聞やテレビなどのマスメディア自体を批判することが多い。特にライブドアの堀江貴文が逮捕・起訴された時期には、堀江本人だけでなく、堀江を持ち上げたマスメディアや政治家（自民党）への批判が集中した。
- また、陳平が亀井静香にインタビューを行ったこともある。
- 2004年の番組開始以降、そのあまりの内容の過激さから、かつてはスポンサーは1つもついておらず、CMは公共広告機構（現：ACジャパン）やBPO・スポットCMなどであった。しかし、2005年12月31日の大晦日スペシャルから、人材派遣会社の「パートナー」がスポンサーとしてついた。また2006年11月からは新たに「日進レンタカー」がスポンサーとして加わったが、翌年3月をもって降板した。なお2006年12月31日の大晦日特番では、「パートナー」のほかに「タマホーム」「日産自動車」がスポンサーになっていた。
- 2006年8月5日の番組内で談志がプロボクサーの亀田興毅、ファン・ランダエタ両選手について痛烈に批判した。陳平は「番組内で言う必要がないのでは？」と止めるが、談志は無視して続けた。この時の動画はYouTubeに違法アップロードされるなどしているが、TOKYO MX側は「抗議すべきか立川さんに確認したところ、しなくていいと言われた」として削除要請はせず、特例として黙認した状態となっている[4]。現在のところでは、興毅の父・亀田史郎が談志を批判し続けている。2007年7月からYouTubeに当番組を配信するようになっているが、この一件が関係しているかは不明。
また番組冒頭で談志が「全部八百長です!」と言い切るシーンは、年末特番の「この番組以外全部見る価値ナシ!」の番宣CMに使われた。
- オープニングでかかるテーマ曲には、PE'Z（ペズ）のアルバム『九月の空 -KUGATSU NO SORA-』に収められている曲、『I'M A SLUGGER』が使用されていたが、2008年4月からは別の曲に差し替えられた。また、エンディング（立川談志の一人トーク含む）にかかる曲は、同アルバム収録の『Song For My Buffalo』である。
- 2006年5月20日から出演者の後ろに、番組のロゴマークと談志・陳平の顔写真を表示したモニターを設置していたが、2007年7月7日に松元ヒロがパントマイムを披露した際、たまたま松元の後ろに談志の顔写真が映っていたことについて、談志自身が「常識外」「芸人の邪魔だ」と激怒した。その次の週に、モニター上から談志・陳平の顔写真が削除された。
- 2007年9月1日放送分では、談志が顔に絆創膏を張った状態で出演した（談志本人は「絨毯に顔を置いた状態から動こうとして傷ができた」と語った）。なお、その日に出演していた毒蝮・西部・道平の3人も（洒落で）絆創膏を張っていた。
- 番組の後期になってからは、卓上に小さいハリセンが用意され、トーク中に談志・陳平両名が相手の頭をどつき合うシーンや、談志がトーク相手をハリセンで殴るシーンが見られる。

## 特別番組
『談志・陳平の言いたい放だい』を基本とした規定の時間枠外での特別番組がいくつか編成されている。

### レギュラー放送時代
副題 （なし）
- 2005年12月31日に放送。11:00 - 12:00の通常放送では談シング5が2005年の事柄についてトークをし、さらに21:00 - 22:00に談志が落語「芝浜」を披露した。

副題「この番組以外全部見る価値ナシ!」
- 2006年12月31日21:00 - 22:30に放送。
- 談シング5が2006年の主な事柄についてスピーチをした。
- 番組後半にはチャップリン、バスター・キートン、ハロルド・ロイド、ローレル&ハーディの喜劇映画を鑑賞。
  - 出演者：立川談志、野末陳平、吉村作治、毒蝮三太夫、西部邁

07参院選、東京夏の陣〜速報&中継&談志&陳平
- 2007年7月29日21:00 - 25:00に放送。
- 参議院選挙の候補者について討論していたが、報道フロアにいた解説者の話が長かったため談志が途中で帰ってしまった。 
  - 出演者：立川談志、野末陳平、吉村作治
  - アシスタント：坂本知子

副題「談志×陳平に代役はありません」
- 2007年12月31日21:00 - 22:00に放送。
- 談志・陳平が2007年のお騒がせ人物について討論をした。
- パックンマックンが食品偽装を皮肉った漫才を披露し、談志は落語「ぞろぞろ」を披露。
  - 出演者：立川談志、野末陳平、パックンマックン

言いたい放だい2008大晦日スペシャル
- 2008年12月31日22:00 - 23:30に放送。
- 談志の復帰と西部の憲法論議の二部構成。
- 最初の30分は談志・毒蝮・西部のトーク。その後20分間、西部による憲法についての講義が行われ、討論をした。
- 紅白歌合戦に対抗して、秋山は「支那の夜」を、西部は「蒙古放浪歌」を歌った。
  - 出演者：立川談志、毒蝮三太夫、西部邁、道平陽子（1部）　西部邁、秋山祐徳太子、富岡幸一郎、東谷暁、寺脇研、西田昌司（2部）

### 復活特番
2023年以降、立川志らく・神田伯山の2人による特番が元日に放送されている。
復活!言いたい放だい 元日SP
- 2023年1月1日1:00 - 2:00に放送[5]。

志らく・伯山の言いたい放だい元日SP（2024年）
- 2023年12月31日23:57 - 2024年1月1日1:00に放送[6]。

志らく・伯山の言いたい放だい元日SP（2025年）
- 2025年1月1日 17:00 - 18:00に放送[7]。

## スタッフ
- ヘアメイク：特攻隊
- 美術：スパート
- 照明：共立
- 技術：コスモスペース
- SW (スイッチャー)：松本賢
- CAM (カメラマン)：石坂良雄、岡田仁男、伴野匡、松田亜耶
- VE (ビデオエンジニア)：児玉大輔、本間一美、平野和宏
- VTR：渡辺翔太、児玉大輔、信太修平
- MIX (ミキサー)：小島薫、畑圭、森川哲男
- フロアディレクター：谷口年男
- ディレクター：窪田哲学
- 製作著作：TOKYO MX